# Coupe d'Italie de football 1958
Navigation
Coupe d'Italie 1942-1943 Coupe d'Italie 1958-1959
La Coupe d'Italie de football 1958, est la 11e édition de la Coupe d'Italie.

## Déroulement de la compétition

### Participants

#### Serie A (D1)
16 des 18 clubs de Serie A sont engagés en Coupe d'Italie.

#### Serie B (D2)
9 des 18 clubs de Serie B sont engagés en Coupe d'Italie.

#### Serie C (D3)
7 des 18 clubs de Serie C sont engagés en Coupe d'Italie.

### Calendrier
| Phase                 | Tour                    | Dates                  |
| --------------------- | ----------------------- | ---------------------- |
| Phase préliminaire    | 1re journée             | 7 - 8 juin 1958        |
| Phase préliminaire    | 2e journée              | 14 - 15 juin 1958      |
| Phase préliminaire    | 3e journée              | 22 juin 1958           |
| Phase préliminaire    | 4e journée              | 29 juillet 1958        |
| Phase préliminaire    | 5e journée              | 6 juillet 1958         |
| Phase préliminaire    | 6e journée              | 9 - 13 juillet 1958    |
| Phase Finale          | 1/4 de finale           | 6 - 7 septembre 1958   |
| Phase Finale          | 1/2 finales             | 13 - 14 septembre 1958 |
| Phase Finale          | Match pour la 1re place | 24 septembre 1958      |
| Matches de classement | 1/2 finales             | 13 - 14 septembre 1958 |
| Matches de classement | Match pour la 3e place  | 15 octobre 1958        |
| Matches de classement | Match pour la 5e place  | 4 novembre 1958        |
| Matches de classement | Match pour la 7e place  | ?                      |

## Résultats

### Phase de groupes

#### Groupe A
| Rang | Équipe              | Pts | J | G | N | P | Bp | Bc | Diff |  | Résultats (▼ dom., ► ext.) | JUV | TOR | BIE | VER |
| ---- | ------------------- | --- | - | - | - | - | -- | -- | ---- |  | -------------------------- | --- | --- | --- | --- |
| 1    | Juventus FC (D1)    | 11  | 6 | 5 | 1 | 0 | 16 | 6  | +10  |  | Juventus FC (D1)           |     | 2-0 | 3-1 | 4-1 |
| 2    | AC Torino (D1)      | 7   | 6 | 3 | 1 | 2 | 13 | 6  | +7   |  | AC Torino (D1)             | 1-2 |     | 1-1 | 4-0 |
| 3    | AS Biellese (D3)    | 3   | 6 | 1 | 1 | 4 | 9  | 14 | -5   |  | AS Biellese (D3)           | 2-4 | 1-4 |     | 4-1 |
| 4    | US Pro Verceil (D3) | 3   | 6 | 1 | 1 | 4 | 4  | 16 | -12  |  | US Pro Verceil (D3)        | 1-1 | 0-3 | 1-0 |     |

#### Groupe B
| Rang | Équipe             | Pts | J | G | N | P | Bp | Bc | Diff |  | Résultats (▼ dom., ► ext.) | SAM | GEN | ALE | VIG |
| ---- | ------------------ | --- | - | - | - | - | -- | -- | ---- |  | -------------------------- | --- | --- | --- | --- |
| 1    | UC Sampdoria (D1)  | 10  | 6 | 5 | 0 | 1 | 17 | 6  | +11  |  | UC Sampdoria (D1)          |     | 0-2 | 2-1 | 5-0 |
| 2    | Genoa CFC (D1)     | 9   | 6 | 4 | 1 | 1 | 16 | 8  | +8   |  | Genoa CFC (D1)             | 1-3 |     | 4-0 | 5-2 |
| 3    | Alexandrie US (D1) | 3   | 6 | 1 | 1 | 4 | 11 | 15 | -4   |  | Alexandrie US (D1)         | 2-3 | 1-1 |     | 6-0 |
| 4    | AC Vigevano (D3)   | 2   | 6 | 1 | 0 | 5 | 9  | 24 | -15  |  | AC Vigevano (D3)           | 0-4 | 2-3 | 5-1 |     |

#### Groupe C
| Rang | Équipe                   | Pts | J | G | N | P | Bp | Bc | Diff |  | Résultats (▼ dom., ► ext.) | MIL | INT | MON | COM |
| ---- | ------------------------ | --- | - | - | - | - | -- | -- | ---- |  | -------------------------- | --- | --- | --- | --- |
| 1    | AC Milan (D1)            | 11  | 6 | 5 | 1 | 0 | 18 | 5  | +13  |  | AC Milan (D1)              |     | 3-2 | 1-0 | 4-1 |
| 2    | FC Internazionale (D1)   | 7   | 6 | 3 | 1 | 2 | 14 | 9  | +5   |  | FC Internazionale (D1)     | 1-1 |     | 1-4 | 4-0 |
| 3    | AS Simmenthal-Monza (D2) | 4   | 6 | 2 | 0 | 4 | 11 | 11 | 0    |  | AS Simmenthal-Monza (D2)   | 1-4 | 1-3 |     | 4-0 |
| 4    | AC Côme (D2)             | 2   | 6 | 1 | 0 | 5 | 3  | 21 | -18  |  | AC Côme (D2)               | 0-5 | 0-3 | 2-1 |     |

#### Groupe D
| Rang | Équipe                    | Pts | J | G | N | P | Bp | Bc | Diff |  | Résultats (▼ dom., ► ext.) | PAD | VIC | BRE | VEN |
| ---- | ------------------------- | --- | - | - | - | - | -- | -- | ---- |  | -------------------------- | --- | --- | --- | --- |
| 1    | AC Padoue (D1)            | 8   | 6 | 4 | 0 | 2 | 13 | 9  | +4   |  | AC Padoue (D1)             |     | 1-0 | 3-1 | 2-1 |
| 2    | AC Lanerossi Vicence (D1) | 6   | 6 | 2 | 2 | 2 | 5  | 4  | +1   |  | AC Lanerossi Vicence (D1)  | 2-1 |     | 0-1 | 0-0 |
| 3    | AC Brescia (D2)           | 6   | 6 | 2 | 2 | 2 | 6  | 10 | -4   |  | AC Brescia (D2)            | 2-1 | 1-1 |     | 1-1 |
| 4    | AC Venise (D2)            | 4   | 6 | 1 | 2 | 3 | 9  | 10 | -1   |  | AC Venise (D2)             | 3-5 | 0-2 | 4-0 |     |

#### Groupe E
| Rang | Équipe                | Pts | J | G | N | P | Bp | Bc | Diff |  | Résultats (▼ dom., ► ext.) | MAR | TRI | UDI | RAV |
| ---- | --------------------- | --- | - | - | - | - | -- | -- | ---- |  | -------------------------- | --- | --- | --- | --- |
| 1    | AC Marzotto (D1)      | 10  | 6 | 5 | 0 | 1 | 12 | 5  | +7   |  | AC Marzotto (D1)           |     | 2-0 | 0-2 | 3-2 |
| 2    | US Triestina (D2)     | 7   | 6 | 3 | 1 | 2 | 10 | 8  | +2   |  | US Triestina (D2)          | 1-2 |     | 2-2 | 4-1 |
| 3    | AC Udinese (D1)       | 5   | 6 | 2 | 1 | 3 | 7  | 6  | +1   |  | AC Udinese (D1)            | 0-1 | 0-1 |     | 3-1 |
| 4    | Sarom US Ravenne (D3) | 2   | 6 | 1 | 0 | 5 | 6  | 16 | -10  |  | Sarom US Ravenne (D3)      | 0-4 | 1-2 | 1-0 |     |

#### Groupe F
| Rang | Équipe               | Pts | J | G | N | P | Bp | Bc | Diff |  | Résultats (▼ dom., ► ext.) | BOL | REG | SPAL | MOD |
| ---- | -------------------- | --- | - | - | - | - | -- | -- | ---- |  | -------------------------- | --- | --- | ---- | --- |
| 1    | Bologne FC (D1)      | 9   | 6 | 4 | 1 | 1 | 14 | 11 | +3   |  | Bologne FC (D1)            |     | 3-0 | 2-1  | 4-3 |
| 2    | AC Reggiana (D3)     | 8   | 6 | 3 | 2 | 1 | 11 | 8  | +3   |  | AC Reggiana (D3)           | 0-0 |     | 5-2  | 2-0 |
| 3    | SPAL (D1)            | 6   | 6 | 3 | 0 | 3 | 19 | 13 | +6   |  | SPAL (D1)                  | 6-2 | 2-3 |      | 2-1 |
| 4    | Zenit Modène FC (D2) | 1   | 6 | 0 | 1 | 5 | 6  | 18 | -12  |  | Zenit Modène FC (D2)       | 1-3 | 1-1 | 0-6  |     |

#### Groupe G
| Rang | Équipe             | Pts | J | G | N | P | Bp | Bc | Diff |  | Résultats (▼ dom., ► ext.) | FIO | SIE | PRA | CAR |
| ---- | ------------------ | --- | - | - | - | - | -- | -- | ---- |  | -------------------------- | --- | --- | --- | --- |
| 1    | AC Fiorentina (D1) | 12  | 6 | 6 | 0 | 0 | 18 | 3  | +15  |  | AC Fiorentina (D1)         |     | 1-0 | 4-0 | 4-0 |
| 2    | AC Sienne (D3)     | 6   | 6 | 3 | 0 | 3 | 8  | 9  | -1   |  | AC Sienne (D3)             | 1-4 |     | 3-2 | 2-0 |
| 3    | AC Prato (D2)      | 4   | 6 | 2 | 0 | 4 | 8  | 11 | -3   |  | AC Prato (D2)              | 0-1 | 2-0 |     | 3-1 |
| 4    | GS Carbosarda (D3) | 2   | 6 | 1 | 0 | 5 | 5  | 16 | -11  |  | GS Carbosarda (D3)         | 2-4 | 0-2 | 2-1 |     |

#### Groupe H
| Rang | Équipe          | Pts | J | G | N | P | Bp | Bc | Diff |  | Résultats (▼ dom., ► ext.) | LAZ | ROM | PAL | NAP |
| ---- | --------------- | --- | - | - | - | - | -- | -- | ---- |  | -------------------------- | --- | --- | --- | --- |
| 1    | SS Lazio (D1)   | 10  | 6 | 4 | 2 | 0 | 18 | 7  | +11  |  | SS Lazio (D1)              |     | 1-1 | 5-1 | 3-1 |
| 2    | AS Rome (D1)    | 7   | 6 | 3 | 1 | 2 | 10 | 8  | +2   |  | AS Rome (D1)               | 2-3 |     | 1-0 | 2-1 |
| 3    | US Palerme (D2) | 5   | 6 | 2 | 1 | 3 | 13 | 15 | -2   |  | US Palerme (D2)            | 2-2 | 3-2 |     | 5-1 |
| 4    | AC Naples (D1)  | 2   | 6 | 1 | 0 | 5 | 7  | 18 | -11  |  | AC Naples (D1)             | 0-4 | 0-2 | 4-2 |     |

### Quarts de finale
| Division     | Club          | Score      | Club        | Division     |
| ------------ | ------------- | ---------- | ----------- | ------------ |
| Serie A (D1) | AC Milan      | 2 - 4      | Bologne FC  | Serie A (D1) |
| Serie A (D1) | SS Lazio      | 2 - 1      | AC Marzotto | Serie B (D2) |
| Serie A (D1) | AC Fiorentina | 2 - 1      | AC Padoue   | Serie A (D1) |
| Serie A (D1) | UC Sampdoria  | 2 - 3 a.p. | Juventus FC | Serie A (D1) |

### Demi-finales
| Division     | Club          | Score | Club        | Division     |
| ------------ | ------------- | ----- | ----------- | ------------ |
| Serie A (D1) | AC Fiorentina | 4 - 2 | Bologne FC  | Serie A (D1) |
| Serie A (D1) | SS Lazio      | 2 - 0 | Juventus FC | Serie A (D1) |

### Finale
| Division     | Club     | Score | Club          | Division     |
| ------------ | -------- | ----- | ------------- | ------------ |
| Serie A (D1) | SS Lazio | 1 - 0 | AC Fiorentina | Serie A (D1) |